# Marta Lucía Calvache
Marta Lucía Calvache Velasco es una geóloga y vulcanóloga colombiana, conocida por su trabajo sobre peligros geológicos y reducción de riesgos en Colombia.

## Educación
Marta Lucía Calvache se licenció en geología por la Universidad Nacional de Colombia, con sede en Bogotá.  Luego pasó a estudiar geología geotérmica en la Universidad de Auckland y obtuvo un Diploma de Tecnología Geotérmica en 1984, con una tesis sobre "Evaluación de algunos aspectos del pozo de perforación ARA No. 1, Parakai, Nueva Zelanda".  En 1990 realizó una maestría en la Universidad Estatal de Luisiana, con una tesis sobre geología y vulcanología del Volcán Galeras, Colombia.  En 1995, Calvache completó un doctorado en la Universidad Estatal de Arizona, donde trabajó con Stan Williams, con una tesis sobre la evolución geológica del complejo volcánico Galeras.  Luego continuó con un puesto postdoctoral en la Universidad de Hokkaidō, Japón. 

## Carrera
Calvache comenzó su carrera como geóloga en la División Geotérmica de la eléctrica colombiana Central Hidroeléctrica de Caldas (CHEC). En 1985 se incorporó al equipo de apoyo al Comité de Estudios Vulcanológicos del Departamento de Caldas, en respuesta a la renovada actividad volcánica en el Volcán Nevado del Ruiz. Allí jugó un papel importante en el proceso previo y en la respuesta a la tragedia posterior, cuando la localidad de Armero fue arrasada por lahares, provocados por la erupción del Nevado del Ruiz.  En 1986 ingresó al Servicio Geológico Colombiano (SGC), entonces llamado INGEOMINAS, donde permaneció por el resto de su carrera. En su trabajo con el SGC, fue en ocasiones geóloga del Observatorio del Volcán de Manizales, Directora del Observatorio del Volcán de Pasto y jefa de la sección de vulcanología del SGC. Se convirtió en Directora de Geohazards de SGC en 2014. A lo largo de su carrera, Calvache ha publicado numerosos artículos científicos sobre la vulcanología y el vulcanismo de los volcanes activos de Colombia, incluidos algunos artículos notables sobre los volcanes Galeras y Nevado del Ruiz.    
En enero de 1993, Calvache participó en la operación de rescate tras la repentina y fatal explosión del volcán Galeras, Colombia, durante un taller vulcanológico. 

## Actividad profesional
Calvache fue secretaria de la Organización Mundial de Observatorios Volcánicos (the World Organisation of Volcano Observatories - WOVO) y formó parte del comité ejecutivo de la Asociación Internacional de Vulcanología y Química del Interior de la Tierra de 2007 a 2011. 

## Reconocimientos
Calvache recibió la Medalla Krafft  de la Asociación Internacional de Vulcanología y Química del Interior de la Tierra en 2017, por sus "destacadas contribuciones a la vulcanología a través del servicio a las comunidades amenazadas por la actividad volcánica".  Calvache ha sido ampliamente reconocida en toda Colombia por su trabajo en reducción de riesgos.  En 2022 recibió la Medalla 'Orden de Combeima' por parte del municipio de Ibagué,  y la Medalla Cacique Calarcá por parte del Gobernador del Departamento del Tolima.  En enero de 2023, Calvache recibió el estatus de Miembro Honorario de la IAVCEI, en la Asamblea Científica de Rotorua. 